# Juuso Walden

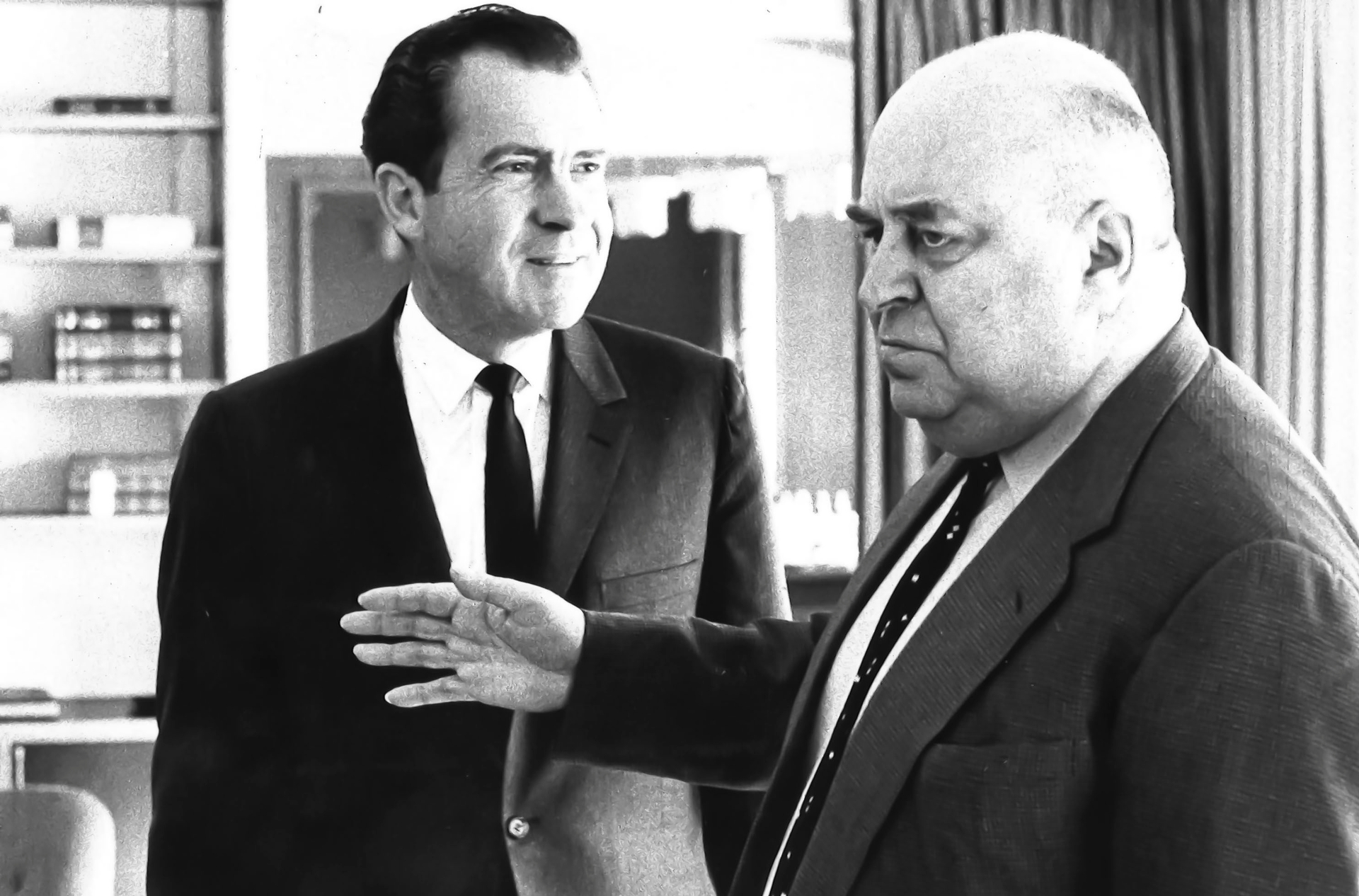
Juuso Walden (t. h.) med Richard Nixon i april 1965.

Juuso Walfrid Walden, född 5 april 1907 i Sankt Petersburg, död 19 november 1972 i Valkeakoski,  var en finländsk industriman och bergsråd (1948). Son till Rudolf Walden.
Från 1940 till 1969 var han verkställande direktör för Yhtyneet Paperitehtaat. Han har verkat för utvecklingen av Finlands träförädling bland annat genom att utvidga bolagets produktionsmedel samt att verka inom trävaruindustrins centrala intresseorganisationers styrelser. Han kallades för "Finlands siste patron".
Han var Handelshögskolans delegations ordförande från 1962; mellan 1953 och 1963 var han ordförande för Finlands Bollförbund.